# Hemipodus biannulatus
Hemipodus biannulatus är en ringmaskart som beskrevs av Hartmann-Schröder 1960. Hemipodus biannulatus ingår i släktet Hemipodus och familjen Glyceridae. Inga underarter finns listade i Catalogue of Life.